# Souvigné (Charente)
Souvigné – miejscowość i gmina we Francji, w regionie Nowa Akwitania, w departamencie Charente.
Według danych na rok 1990 gminę zamieszkiwało 227 osób, a gęstość zaludnienia wynosiła 22 osoby/km² (wśród 1467 gmin regionu Poitou-Charentes, Souvigné plasuje się na 773. miejscu pod względem liczby ludności, natomiast pod względem powierzchni na miejscu 815.).